# Aleochara lescheni
Aleochara (Xenochara) lescheni – gatunek chrząszcza z rodziny kusakowatych i podrodziny Aleocharinae.
Gatunek ten został opisany w 1992 roku przez Jana Klimaszewskiego i Jamesa Ashe, którzy jako lokalizację typową wskazali Alajuela Peñas Blancas.
Ciało długości od 3,5 do 5 mm, wąsko-owalne, jasnordzawobrązowe z ciemnobrązowymi głową oraz tergitami trzecim i czwartym, brązowymi do ciemnobrązowych czułkami i, z wyjątkiem ostatniego członu ciemnobrązowymi głaszczkami szczękowymi. W tyle pokryw rozproszona ciemniejsza pigmentacja. Samiec ma ósmy tergit z delikatnie piłkowanym, płytko i szeroko V-kształtnie obrzeżonym wierzchołkiem, a ósmy sternit z małym i płytkim obrzeżeniem wierzchołkowym. Środkowy płat edeagusa jest stopniowo wyciągnięty w widoku brzusznym i z szeroko łukowato zakrzywioną częścią wierzchołkową. Ósmy tergit samicy przypomina samczy, jednak pozbawiony jest piłkowania na krawędzi wierzchołkowej, zaś ósmy jej sternit jest u wierzchołka ścięty. Spermateka z prawie kulistą kapsułą u wierzchołka oraz z pojedynczym zwojem z tyłu.
Gatunek górskich i podgórskich wilgotnych lasów równikowych.
Chrząszcz neotropikalny, znany wyłącznie z Kostaryki.